# 邁克·帕克赫斯特
邁克·帕克赫斯特（英語：Michael Parkhurst；1984年1月24日—）是美國的一位足球運動員，在場上的位置是後衛。他入選過大聯盟的全明星陣容。